# Straßenverwaltung
Die Straßenverwaltung (auch Straßenbauverwaltung genannt) umfasst die Gesamtheit aller Behörden eines Staates, die im Auftrag einer Regierung sowohl die Finanzierung und Planung als auch den Bau, Betrieb und Erhalt von öffentlichen Straßen und Wegen durchführen.

## Straßenverwaltungen einzelner Staaten

### Deutschland
An der Spitze der deutschen Straßenverwaltung steht das Bundesministerium für Verkehr und digitale Infrastruktur (BMVI) mit der Abteilung Bundesfernstraßen. Die Dienststelle befindet sich in Bonn und gliedert sich in drei Unterabteilungen mit den entsprechenden Fach- und Gebietsreferaten. Direkt untergeordnet ist die Bundesanstalt für Straßenwesen als technisch-wissenschaftliches Forschungsinstitut.
Im Zuge einer Verwaltungsreform wurde im Jahre 2018 die Autobahn GmbH gegründet. Ihr obliegt ab Januar 2021 die Verwaltung der Bundesautobahnen. Die bisher bestehende Auftragsverwaltung der Bundesautobahnen durch die Straßenverwaltungen der Bundesländer gemäß Art. 90 GG wird durch diesen Schritt aufgegeben. In diesem Zusammenhang wurde 2019 auch die Verkehrsinfrastrukturfinanzierungsgesellschaft (VIFG) in die Autobahn GmbH eingegliedert.
Für die Verwaltung der Bundesstraßen sowie der Landesstraßen (in den Freistaaten Bayern und Sachsen als Staatsstraßen bezeichnet) sind dagegen weiterhin die einzelnen Bundesländer zuständig. Die Organisation in den Bundesländern ist uneinheitlich geregelt. An oberster Stelle befinden sich bei den meisten Bundesländern die ministeriellen Dienststellen, die als Oberste Landesbehörden fungieren. Ihnen unterstellt sind Ober-, Mittel- und Unterbehörden. In Stadtstaaten und Städten mit mehr als 80.000 Einwohnern übernehmen dagegen Baubehörden bzw. -ämter die Verwaltung dieser Straßen.
Zuständig für die Verwaltung der Kreisstraßen sind die Tiefbauämter und -abteilungen der Landkreise, wenn die Aufgaben nicht an die jeweilige Landesstraßenverwaltung durch Vereinbarung übertragen wurden. Gemeindestraßen werden von den Baubehörden bzw. -ämtern der Gemeinden und Städte verwaltet.

### Österreich
Die oberste Ebene der österreichischen Straßenverwaltung bildet das Bundesministerium für Klimaschutz, Umwelt, Energie, Mobilität, Innovation und Technologie (BMK) mit den beiden der Sektion IV Verkehr zugeordneten Gruppen Infrastrukturverfahren und Verkehrssicherheit sowie Straßenverkehr und Kraftfahrwesen. Darunter folgt, ähnlich wie in Deutschland, eine Verwaltungsgliederung nach Straßenklasse.
Die Verwaltung der Autobahnen und Schnellstraße in Österreich wird von der Autobahnen- und Schnellstraßen-Finanzierungs-Aktiengesellschaft (ASFINAG) und ihren untergeordneten Tochtergesellschaften übernommen. Zuständig für die Landesstraßen sind dagegen die Straßenverwaltungen der einzelnen Bundesländer, die meist mehrstufig organisiert sind. Gemeindestraße werden von den Gemeinden und deren Bauämtern selbst verwaltet.

### Schweiz
Das Eidgenössische Department für Umwelt, Verkehr, Energie und Kommunikation (UVEK) stellt die Spitze der Strassenverwaltung in der Schweiz dar. Ihm unterstellt ist das 
Bundesamt für Strassen ASTRA, das für die Verwaltung der Nationalstrassen zuständig ist. Die Kantonstrassen werden von den Landes- bzw. Tiefbauämtern des jeweiligen Kantons betreut und auf Gemeindeebene erfolgt die Verwaltung der zugehörigen Gemeindestrassen.

### Andere Staaten
Ähnlich wie in Deutschland, Österreich oder der Schweiz sind auch die Straßenverwaltungen in vielen anderen Staaten mehrstufig aufgebaut. An der Spitze steht meist ein Ministerium. Danach folgt oft eine zentrale Behörde, die die Autobahnen oder Schnellstraßen verwaltet. Die übrigen Straßen werden dann regional oder kommunal betreut.